# Metallochlora misera
Metallochlora misera är en fjärilsart som beskrevs av Louis Beethoven Prout 1920. Metallochlora misera ingår i släktet Metallochlora och familjen mätare. Inga underarter finns listade i Catalogue of Life.